# Blore Heath
Blore Heath es una zona escasamente poblada de tierras de cultivo en Staffordshire, Inglaterra.
Cerca de las ciudades de Market Drayton y Loggerheads. En 1459 se luchó la batalla de Blore Heath, en el contexto de la Guerra de las Rosas, donde se enfrentaron los ejércitos de paso partidarios de los York y los Lancaster. Durante los últimos años, protagonizó una polémica remodelación para producir grava en 1991 de la zona que involucró activistas, permitiendo de nuevo el estado natural de los campos y bosques. Un informe presentado en septiembre de 1993 señaló que no se llevaría a cabo la extracción de grava, ya que la relevancia histórica del sitio era de gran tamaño, una decisión sin precedentes en Inglaterra.